# Conférence des évêques catholiques de Côte d'Ivoire
La Conférence des évêques catholiques de Côte d’Ivoire (abrégé CECCI) est une conférence épiscopale de l’Église catholique qui réunit les ordinaires de Côte d’Ivoire.
La conférence est représentée à la Conférence épiscopale régionale de l’Afrique de l’Ouest (RECOWA-CERAO) et au Symposium des conférences épiscopales d’Afrique et de Madagascar (SECAM-SCEAM).

## Membres

### Assemblée plénière
L’assemblée plénière se tient normalement deux fois par an, en janvier et mai ou juin .

### Présidents
Le président actuel de la conférence, en 2023 est Marcellin Yao Kouadio, évêque du Diocèse de Daloa, depuis juin 2023
Il y a précédemment eu :
- Bernard Yago, devenu cardinal pendant son mandat, archevêque d’Abidjan, de 1970 à 1993 ;
- Auguste Nobou, archevêque de Korhogo, de 1993 à 1999 ;
- Vital Komenan Yao, archevêque de Bouaké, de 1999 à 2005 ;
- Laurent Akran Mandjo, évêque de Yopougon de juillet 2005 à juin 2008 ;
- Joseph Aké Yapo, évêque de Yamoussoukro puis archevêque de Gagnoa, de juin 2008 à juin 2011 ;
- Alexis Touably Youlo, évêque d’Agboville, de juin 2011 au 21 mai 2017[7].
- Ignace Bessi Dogbo, archevêque de Korhogo, du 21 mai 2017 à juin 2023[6].

### Vice-présidents
Le vice-président de la conférence en 2023 est Bruno Essoh Yedoh, évêque de Bondoukou, depuis juin 2023 .
Il y a précédemment eu :
- Gbaya Boniface Ziri, évêque d’Abengourou, du 25 mai 2014[7] au 21 mai 2017.
- Jean-Jacques Koffi Oi Koffi, évêque de San-Pédro, du 21 mai 2017 à juin 2023[6]

### Secrétaires généraux
Le secrétaire général de la conférence est en 2022 le prêtre Emmanuel Wohi Nin, depuis le 1er septembre 2015,.

## Historique
La conférence a été fondée en 1970. Le 16 février 2007, elle est reconnue officiellement[précision nécessaire] par l’État de Côte d’Ivoire.

## Sanctuaires
La conférence épiscopale a désigné un sanctuaire national, le sanctuaire Notre-Dame-d’Afrique d’Abidjan, en 2012,,.